# Marilia Andrés
Marilia (Cuenca, 17 de diciembre de 1974) Marilia Andrés Casares es una cantante y compositora española.
Es conocida por ser una de las dos componentes y autoras del dúo musical femenino Ella Baila Sola. Este dúo, integrado por Marilia Andrés Casares y Marta Botía Alonso tuvo éxito en la música española e hispanoamericana en la década de 1990 con canciones como Lo echamos a suertes, Cuando los sapos bailen flamenco, Amores de barra, Mujer florero, etc.

## Biografía
Marilia nació en Cuenca (España), el 17 de diciembre de 1974 y se trasladó a Madrid junto a su familia.
Su bisabuelo Julio Casares Sánchez fue músico y creador del primer diccionario ideológico de la lengua española. Su tío Cristián Casares Fernández–Alvés, se dedicó al teatro y colaboró en la letra de algunas canciones que Marilia incluyó en discos de Ella Baila Sola. Aficionada a escribir y dibujar, compuso su primera canción en inglés a los once años. Estudió en un colegio bilingüe de Madrid y comenzó las carreras de derecho y marketing, dejando esta última para dedicarse plenamente a la música.

## Trayectoria junto a Marta Botía
Estudiando COU conoce a Marta Botía Alonso, con quien forma el grupo "Ella baila sola en Madrid", juntan sus voces para formar un dúo e interpretar las canciones que ella tenía escritas y las nuevas composiciones que pudieran continuar creando.
En el año 1994 ensayando en El Retiro conocen a Javier Álvarez, quien les sugiere que se pongan en contacto con un productor que él conoce llamado Gonzalo Benavides. En el bar "Harp" en Malasaña, Madrid, donde los domingos actuaban cantautores amateurs y ocasionalmente el dúo, Gonzalo Benavides las ve por primera vez y muestra su interés por ser su productor.
Después de ser rechazadas por varias compañías es Hispavox (hoy EMI Music), y Javier Lozano más concretamente, quien apuesta por el dúo.
Cantan temas propios en inglés y en español en sus primeras actuaciones en locales de Madrid. Cuando surge la posibilidad de grabar un disco deciden cambiar su nombre al de "Ella baila sola", gracias a la recomendación de una amiga común que sugiere el título de la canción de Sting, "They dance alone" o en castellano, "Ellas bailan solas".
En 1995 conocen a los que serán sus músicos habituales hasta casi el final del dúo. Destacan Alfonso y Ángel Luis Samos, arreglistas y músicos de la banda en los tres discos y en las consiguientes giras, José Vera, bajista, Jorge García, batería, Diego Galaz, violinista, y Cuco Pérez, acordeonista. Realizaron también colaboraciones músicos como Alfonso Pérez, Vicente Climent, Joel Shearer y Gary Novak entre otros. 
En el año 1996 se edita su primer disco titulado Ella baila sola. En el disco incluyen temas compuestos tanto individualmente como entre ambas ("Amores de barra", "Muere el silencio"), forma de trabajar que continuarían en todos sus discos. 
Los temas "Lo echamos a suertes", "Cuando los sapos bailen flamenco", "Amores de barra" y "Mujer florero" se convierten inmediatamente en los más emitidos en la radio y a su presentación en Madrid en la sala Caracol acude tanta gente que actúan dos veces esa misma noche.
El éxito de público les hace comenzar su primera gira por España, ofreciendo en el año 1997 unos cien conciertos. Hispavox distribuye su disco en América, donde viajan a casi todos los países para actuar y promocionar cada trabajo en múltiples ocasiones. México, Venezuela, Chile, Argentina, EE. UU., etc. La canción Amores de barra, compuesta por ambas, será la única del grupo que fue número 1 en todos los países de América a la vez. 
En el año 1998 sacan su segundo disco llamado E.B.S, que es presentado en Buenos Aires, Argentina. Graban el primer video del disco de la canción Que se me va de las manos en la Casa de Isla Negra, del poeta Pablo Neruda en la región de Valparaíso, en Chile.
En el año 2000 aparece el tercer y último disco Marta y Marilia. Ese mismo año participan en Mira que eres canalla presentando "Aute", disco homenaje al cantautor y artista español Luis Eduardo Aute cantando la canción Ay de ti, ay de mí.
También en este año Marilia colabora en el homenaje al grupo español fusión Triana junto al pianista Chano Domínguez en la canción  Recuerdo de una noche. 
A finales de 2001 las componentes del dúo deciden de mutuo acuerdo disolver el grupo definitivamente lo que comunican en una rueda de prensa en Madrid.

## Carrera en solitario
En 2001 Marilia graba con el grupo indie Elefantes en su disco Azul producido por Enrique Bunbury cantando en la canción Me gustaría poder hacerte feliz. 
En 2003 colabora en el disco contra el cáncer Ellas y la Magia.
En 2004 colabora en el disco contra la violencia de género titulado Hay que volver a empezar cantando una versión del tema "Yo no soy esa" escrito por la cantautora española Mari Trini y junto al resto de artistas (entre las que figura Rocío Jurado) colabora en el tema principal del disco Hay que volver a empezar. Un proyecto ideado por el periodista musical Santiago Alcanda que se presentó en una gala en televisión en la que uno de los picos de audiencia fue la actuación de Marilia. Siendo esta su primera aparición en televisión tras la disolución del grupo. 
En 2012 Marilia inicia su nuevo proyecto musical con su nombre 'Marilia' grabando un primer disco titulado Subir Una Montaña creando su propio sello y editándolo de forma independiente en 2013. Desde entonces inicia una gira que comenzará con un primer concierto en Londres en diciembre de 2012 en la sala Bedford y que seguirá por las distintas ciudades de España hasta hoy.  
En 2015 presenta su disco en México, en el Día Internacional de la Mujer en la ciudad de Uruapan, Michoacán. Ese año ofrece en total 5 conciertos en México entre DF, Querétaro y Uruapan, mientras continúa su gira en España. Termina el año con un ´entradas agotadas´ en una de las salas más míticas de la ciudad el Café Berlín de Madrid. 
En 2016 Marilia sigue tocando en directo en España y en México. Siendo su primer concierto del año en febrero en el Teatro Auditorio de Cuenca con motivo del XX Aniversario de la Declaración de la ciudad de Cuenca como Patrimonio de la Humanidad presentando su nuevo proyecto. También participa en marzo en el festival Ellas Crean 2016 celebrado en Madrid. 
En marzo de 2017 presentó su último disco llamado Infinito en la sala Galileo, y en junio del mismo año en la nueva sala Café Berlín, ambos conciertos en Madrid. En 2023 publicó el tercer disco de su carrera en solitario Bailar conmigorealizando durante 2024 una gira por varias ciudades españolas y de América Latina. Para 2025 tenía programdos varios conciertos en España y ha participado en eventos benéficos como Save Gender Museum. 

## Discografía

### En Ella Baila Sola
Álbumes de estudio
- (1996): Ella baila sola (+1.700.000)
- (1998): E.B.S. (+1.200.000)
- (2000): Marta y Marilia (+700.000)
- (2001): Grandes Éxitos: 96-98-00 (+300.000)
- (2019): Imanes en la nevera

Otros / Recopilatorios
- (2004): Colección Grandes (+100.000)
- (2005): "Lo echamos a suertes (+50.000)
- (2007): The Platinum Collection (+50.000)
- (2007): Lo echamos a suertes (DVD)

### En solitario
- 2013: Subir Una Montaña
- 2015: Subir Una Montaña (Edición México)
- 2017: Infinito
- 2023: Bailar Conmigo

## Colaboraciones de Ella baila sola
- Mira que eres canalla Aute Homenaje a Luis Eduardo Aute. Canción "Ay de ti, ay de mí" Virgin Records España 2000.
- Se vende Tontxu. Canción "El caprichoso" 1997.
- Corazón de mudanza. Tontxu. 1998.[8]
- Disco Mujer Canción " No sabes cuánto sufrí" contra el cáncer de mama B.M.G.

## Colaboraciones de Marilia en solitario
- "Risk" del disco Se vende Tontxu.
- Me gustaría poder hacerte tan feliz,[9] disco de Elefantes producido por Enrique Bunbury 2000 EMI.
- "Recuerdos de una noche" con Chano Domínguez. Homenaje a Triana Producido por Gonzalo y García Pelayo con la colaboración y coros de Paco Ortega.
- "Yo no soy esa" de Mari Trini. Disco Hay que volver a Empezar contra la violencia de género.[10]
- "La bella y la bestia" de Disney, del disco Ellas & Magia 2003.[11]
- "Glory Box" de Portishead con ""Damien Rice"" en el Teatro Fonda, American tour 2004.
- "Dinosaurios Hoy" y " Volver a los diecisiete" con  ""Nacho Vegas"" Sala Santa Cecilia Avilés, Asturias 7/12/2016
- " Superviviente" con ""Vega""  en Café Berlín, Madrid 2017
- " Volver a los Diecisiete "  Con ""Nacho Vegas"" 2018 (Lanzada en plataformas digitales)
- "Memoria" con  ""Mäbu""  incluida en su disco "X Décimo" 2018

## Premios y reconocimientos
- "Premios Grammy Latinos" Mejor dúo o grupo español NOMINADO 2000.
- "PREMIO ONDAS" 1998 Mejor artista o grupo español GANADOR.[12]
- "PREMIOS AMIGO" 1997 Mejor Grupo Español GANADOR.
- "PREMIOS DE LA MÚSICA" 1997 Artista Revelación - NOMINADO
- Mejor Álbum Pop - Rock- NOMINADO

## Canciones
- "Mejor sin ti" Autores: Marilia Andrés Casares Disco: "Ella baila sola" EMI 1996
- "Cuando los sapos bailen flamenco" Autores: Marilia Andrés Casares Disco: "Ella baila sola" EMI 1996
- "Amores de barra" Autores: Marilia Andrés Casares y Marta Botía Alonso. Disco: "Ella baila sola" EMI 1996
- "Mujer florero" Autores:Marilia Andrés Casares Disco: "Ella baila sola" EMI 1996
- "Victoria" Autores: Marilia Andrés Casares Disco: "Ella baila sola" EMI 1996
- "Disimulando" Autores: Marilia Andrés Casares Disco: "Ella baila sola" EMI 1996
- "Entra" Autores: Marilia Andrés CasaresDisco: "Ella baila sola" EMI 1996
- "Muere el silencio" Autores: Marilia Andrés Casares y Marta Botía Alonso Disco: "Ella baila sola" EMI 1996
- "Que se te escapa el negro" Autores: Marilia Andrés Casares y Cristian Casares Disco: "Ella baila sola" EMI 1996
- "Tears are falling" Autores: Marilia Andrés Casares Disco: "Ella baila sola" EMI 1996
- "Que se me va de las manos" Autores:Marilia Andrés Casares. Disco: "E.B.S." EMI 1998
- "Parece Mentira" Autores: Marilia Andrés Casares. Disco: "E.B.S." EMI 1998
- "Entre tu cuarto y el mío" Autores:Marilia Andrés Casares. Disco: "E.B.S." EMI 1998
- "Beso Eterno" Autores:Marilia Andrés Casares y Marta Botía Alonso. Disco: "E.B.S." EMI 1998
- "Contigo me cruzó deprisa" Autores:Marilia Andrés Casares. Disco: "E.B.S." EMI 1998
- "Mientras mueves el arroz" Autores:Marilia Andrés Casares. Disco: "E.B.S." EMI 1998
- "Nacer para encontrarte" Autores:Marilia Andrés Casares. Disco: "E.B.S." EMI 1998
- "Junta los dedos"Autores:Marilia Andrés Casares. Disco: "E.B.S." EMI 1998
- "Claro que hace falta hablar" Autores: Marilia Andrés Casares. Disco "Marta y Marilia" EMI 2000
- "Superviviente" Autores: Marilia Andrés Casares. Disco "Marta y Marilia" EMI 2000
- "Ella baila sola" Autores: Marilia Andrés Casares. Disco "Marta y Marilia" EMI 2000
- "Calor que dar"Autores: Marilia Andrés Casares. Disco "Marta y Marilia" EMI 2000
- "Mal hotel" Autores: Marilia Andrés Casares. Disco "Marta y Marilia" EMI 2000
- "Infinito"Autores: Marilia Andrés Casares. Disco "Marta y Marilia" EMI 2000

### Otros
Un total de 11 canciones llegaron a ser grandes éxitos de la canción española que pasarán a la historia de la música del país (en negrita)
- Ella Baila Sola, 1996 (1.800.000 copias) (Amores de Barra, Lo echamos a suertes,, Cuando los sapos bailen flamenco, )
- EBS, 1998 (1.200.000 copias) (Y quisiera, Despídete, Que se me va de las manos)
- Marta y Marilia, 2000 (450.000 copias) (Como repartimos los amigos)
- Grandes Éxitos-1996-1998-2000, 2001 (150.000 copias)